# NRJ Music Award de la révélation francophone de l'année
Le prix de la Révélation francophone de l'année est une récompense musicale décernée lors des NRJ Music Awards.

## Palmarès
| Année               | Artiste           |
| ------------------- | ----------------- |
| 2000                | Hélène Ségara     |
| 2001                | Alizée            |
| 2002                | Ève Angeli        |
| 2003                | Jenifer           |
| 2004                | Nolwenn Leroy     |
| 2005                | Emma Daumas       |
| 2006                | Grégory Lemarchal |
| 2007                | Christophe Maé    |
| 2008                | Christophe Willem |
| 2009                | Zaho              |
| 2010                | Florent Mothe     |
| 2011                | Joyce Jonathan    |
| 2012                | Keen'V            |
| 2013                | Tal               |
| 2013 (15th Edition) | Louis Delort      |
| 2014                | Kendji Girac      |
| 2015                | Louane            |
| 2016                | Amir              |
| 2017                | Lisandro Cuxi     |
| 2018                | Dadju             |
| 2019                | Bilal Hassani     |
| 2020                | Squeezie          |
| 2021                | Naps              |
| 2022                | Lujipeka          |
| 2023                | Nuit Incolore     |
| 2024                | Pierre Garnier    |